# Jean Raynal (cyclisme)
Pour les articles homonymes, voir Raynal.
Jean Raynal (né le 8 mars 1932 à Paris) est un coureur cycliste français, spécialiste du demi-fond.

## Palmarès sur route
- 1955
  - Paris-Montargis
  - 2e de Paris-Vierzon
- 1957
  - Paris-Briare

## Palmarès sur piste

### Six Jours
- 1960
  - 2e des Six Jours de Lille (avec Roger Godeau)
  - 3e des Six Jours de Buenos Aires (avec Bernard Bouvard)

### Championnat d'Europe
- 1961
  -  Médaillé d'argent du demi-fond

### Championnats de France
- Champion de France de demi-fond (amateur) en  1957
- Champion de France de demi-fond en 1961, 1965, 1966, 1967 et 1968